# Wintersprookje (toneelstuk)

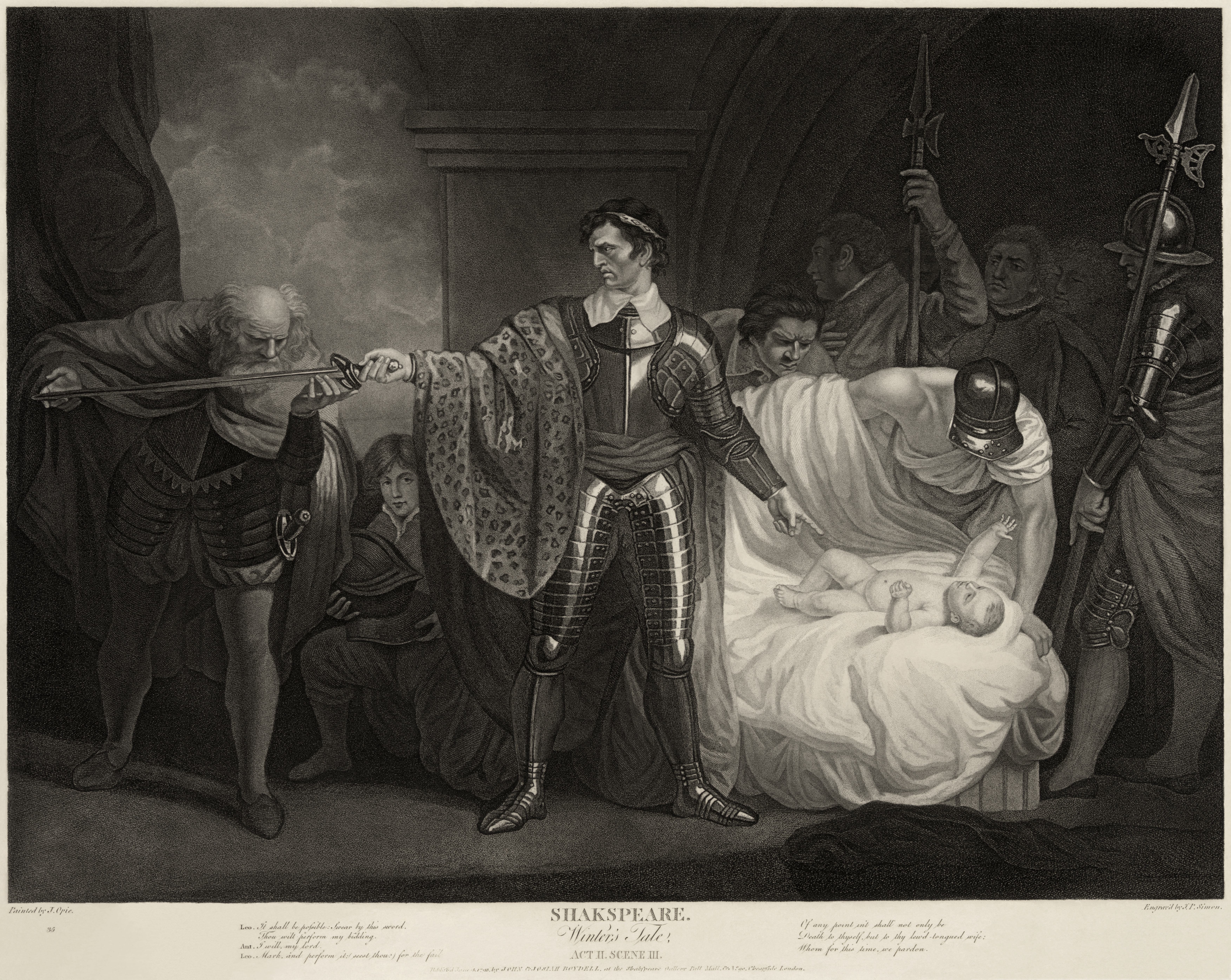
Een scène uit The Winter's Tale

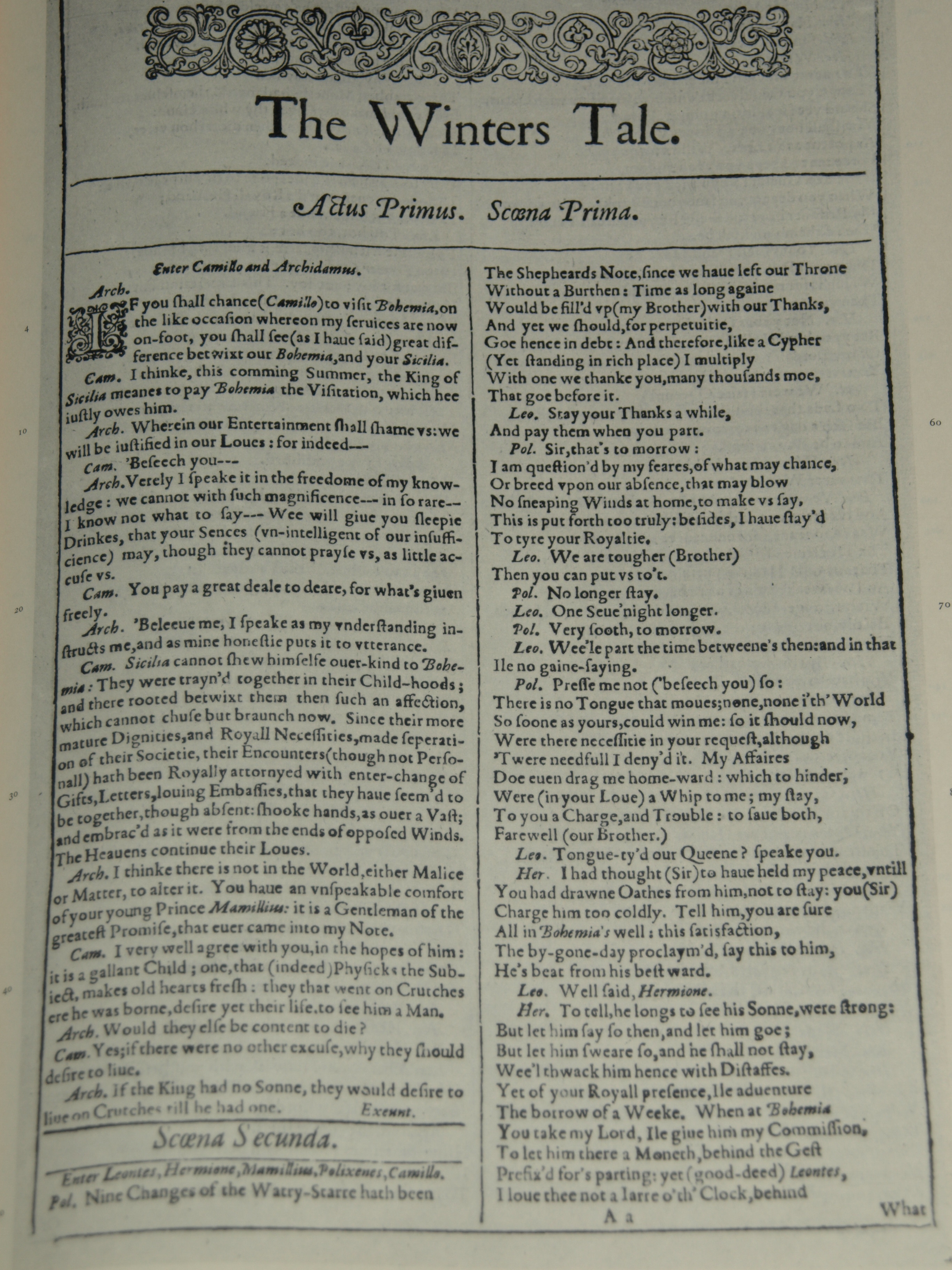
Facsimile van de eerste pagina vanThe Winter's Tale van de First Folio, verschenen in 1623

Wintersprookje (Engelse titel: The Winter's Tale) is een toneelstuk van William Shakespeare waarvan tegenwoordig aangenomen wordt dat het geschreven is in de periode 1610-1611. Het werd voor het eerst gepubliceerd in de First Folio van 1623. Het toneelstuk wordt soms tot Shakespeares late romances gerekend.
Het verhaal gaat over de koning van Sicilië, die zijn zwangere vrouw, Hermione, van overspel verdenkt. Om achter de waarheid te komen laat hij het orakel van Delphi duidelijkheid scheppen. In de tussentijd laat hij Hermione in een kerker opsluiten waar zij van een dochter bevalt.
Hoewel The Winter's Tale in de First Folio een komedie werd genoemd toen het de eerste keer werd opgevoerd, neigen sommige moderne uitgevers ernaar om het een romance te noemen. Sommige critici, onder wie W.W. Lawrence (Lawrence, 9-13), beschouwen het als een van Shakespeares "problem plays" omdat de eerste drie bedrijven worden gevuld met intens psychologisch drama, terwijl de laatste twee aktes komisch zijn met een happy ending.

## Datum en tekst
Volgens Dr Samuel A. Tannenbaum, hebben onderzoekers jarenlang geredetwist of The Winter's Tale nu een van Shakespeares vroegste werken is of juist een van zijn laatste. Het stuk werd pas gepubliceerd met de First Folio van 1623. Sommige onderzoekers uit de jaren veertig van de twintigste eeuw , waaronder Charles Barrell en A.R. Cairncross, geloofden dat er een illegale versie van het stuk was opgenomen in het Stationers' Register op 22 mei 1594, onder de titel "A Wynters nightes pastime".
In recente anthologieën zoals The Riverside Shakespeare (2nd Edition 1997) wordt nu echter aangenomen dat het geschreven is na Cymbeline en dat het dateert van 1610-1611. Er bestaat ook een verslag van Dr. Simon Forman die op 15 mei 1611 een opvoering van het stuk in The Globe had gezien. Later dat jaar, in november, werd in het boek van the Office of Revels een toneelstuk ingeschreven dat aan het hof was opgevoerd door 'the Kings Players', waarvan de titel Ye Winters night Tale luidde.

## Synopsis
Polixenes, koning van Bohemen, is op een negen maanden durend bezoek aan het hof van zijn jeugdvriend Leontes, koning van Sicilië, en diens vrouw, koningin Hermione. Zonder dat daar reden toe is, vermoedt Leontes dat zijn hoogzwangere vrouw een affaire heeft met Polixenes. Hij probeert zijn meest vertrouwde hoveling, Camillo, ervan te overtuigen Polixenes te vergiftigen. Overtuigd van de onschuld van de koningin, waarschuwt Camillo Polixenes en ze vertrekken samen naar Bohemen.
Als hij van hun vlucht hoort, is Leontes nog meer overtuigd van het overspel van zijn vrouw, en hij verdenkt haar ervan samen met zijn beste vriend en zijn raadgever tegen hem te hebben gecomplotteerd. Hij laat Hermione in de kerker opsluiten. Tijdens haar gevangenschap krijgt ze een baby. Paulina, een hofdame die trouw is gebleven aan de koningin, brengt de baby naar Leontes, in de hoop om hem tot bezinning te brengen. In plaats daarvan beveelt Leontes aan Paulina's echtgenoot Antigonus om het kind in een verlaten streek achter te laten. Indien hij niet gehoorzaamt, zal Paulina geëxecuteerd worden. Antigonus vertrekt als een gebroken man om het bevel uit te voeren.
Hermione verschijnt voor de rechters. Er is geen echt bewijs, maar de koning heeft boodschappers naar het orakel van Delphi gestuurd. Het orakel verkondigt Hermiones onschuld en waarschuwt Leontes ook dat hij zonder erfgenaam zal vallen totdat zijn pasgeboren dochter wordt gevonden. Leontes verwerpt het orakel, waarop een dienaar het nieuws brengt dat prins Mamillius gestorven is. Leontes heeft wroeging, en Hermione sterft van verdriet.
Intussen brengt Antigonus de baby naar Bohemen. In een droom verschijnt Hermione aan hem; zij geeft het kind de naam 'Perdita' en vertelt Antigonus dat hij door zijn aandeel in de daad zijn vrouw nooit meer zal mogen zien. Antigonus wordt door een beer verscheurd. Het kindje wordt samen met het goud en de tekens die bij haar werden achtergelaten gevonden door een herder en zijn zoon. De herder zweert haar te zullen opvoeden als zijn eigen kind.
Vadertje Tijd, het Koor, kondigt het verloop van zestien jaar aan. We bevinden ons nu in Bohemen, waar Camillo sinds de vlucht uit Sicilië de hele tijd in dienst van de koning is geweest. Maar hij heeft heimwee en verlangt ernaar om naar huis terug te keren, naar de berouwvolle koning die hij daar heeft achtergelaten. Polixenes kan niet zonder zijn bekwame helper en stelt voor om samen met hem in vermomming het huis van de herdersdochter te bezoeken. Hij heeft immers geruchten opgevangen als zou zijn zoon, prins Florizell, haar vaak bezoeken.
Prins Florizell en Perdita zijn zwaar verliefd op elkaar, maar zij vrezen de toorn van de koning als hij hun relatie zou ontdekken. Ze gaan samen naar een festival en daar verklaart Florizell in alle openbaarheid zijn liefde voor Perdita. De koning dreigt ermee zijn zoon te onterven en Perdita te laten executeren en loopt razend weg. Camillo belooft om de twee geliefden te helpen. Hij adviseert hun om naar het hof van koning Leontes van Sicilië te gaan die hen als eregasten zal ontvangen. Hij zorgt er ook voor dat een zakkenroller met de naam Autolycus zijn kleren met die van de prins ruilt. Autolycus zal echter het paar volgen nadat hij afgeluisterd heeft dat Perdita een vondeling is. Hij doet zich voor als een voorname hoveling en belooft de verliefden hen aan de koning van Sicilië voor te stellen.
In Sicilië overtuigt Paulina koning Leontes om nooit meer te trouwen tenzij zij zelf de bruid voor hem kiest. Florizell en Perdita verschijnen en Leontes begroet hen hartelijk. Een boodschapper brengt een beetje later het nieuws dat Polixenes is aangekomen om zijn zoon te zoeken. Leontes belooft Florizell daarop om zijn zaak te verdedigen. In de volgende scène verneemt de toeschouwer door een gesprek tussen drie heren en Autolycus hoe Perdita's ware afkomst is onthuld. Iedereen is aanwezig wanneer de herder en zijn zoon de voorwerpen tonen die bij de vondeling lagen. Dit bewijst dat Perdita de verloren gewaande dochter is van koning Leontes. De twee koninklijke families trekken naar het huis van Paulina waar een kunstenaar een mooi beeld van Hermione heeft onthuld. Terwijl iedereen het standbeeld bewondert, brengt Paulina koningin Hermione opnieuw tot leven, waardoor het verhaal eindigt met een happy end.

## Receptie en adaptaties
The Winter's Tale werd de eerste keer opgevoerd in Londen in 1611.
Het toneelstuk is in de loop van zijn geschiedenis af en toe zeer populair geweest en er werden heel wat theaterproducties en adaptaties van gemaakt. Zo genoot David Garricks adaptatie 'Florizel and Perdita' (eerst uitgevoerd in 1784 en gepubliceerd in 1756) heel wat succes. Ook in de 19e eeuw, toen het herderdicht (pastorale) in de mode geraakte was het stuk populair. In de tweede helft van de 20e eeuw werd de originele tekst uit de First Folio vaak opgevoerd met wisselend succes.
Het stuk bevat de zonder meer beroemdste Shakespeare aanwijzing voor de toneelregisseur: "Exit, achtervolgd door een beer", een beschrijving van de dood van Antigonus. Het is niet bekend of Shakespeare een echte beer uit de Londense berenkuil gebruikte of een acteur in een berenkostuum. De Royal Shakespeare Company maakte in een van zijn opvoeringen gebruik van een groot zijden vel dat van vorm veranderde en zowel de beer als de storm symboliseerde waarin Antigonus reist.
- Bibliothèque nationale de France: cb11945248f (data)
- Gemeinsame Normdatei: 4099373-5
- Library of Congress Control Number: no2008022458
- MusicBrainz work: 0ab2b6fa-798f-4071-9ea9-5d400787cc30
- Nationale Bibliotheek van Israël: 987007594998905171
- Système universitaire de documentation: 027402835
- Virtual International Authority File: 178899981